# Bohdašín (Červený Kostelec)
Bohdašín (německy Bochdaschin) je vesnice, část města Červený Kostelec v okrese Náchod. Nachází se asi 3 km na severovýchod od Červeného Kostelce. V roce 2009 zde bylo evidováno 94 adres. V roce 2001 zde trvale žilo 231 obyvatel.
Bohdašín leží v katastrálním území Bohdašín nad Olešnicí o rozloze 1,31 km2.
V červnu 1942 ukrýval místní řídící učitel Ladislav Satran v bohdašínské škole radiotelegrafistu Jiřího Potůčka z paravýsadku Silver A. Bohdašín málem postihl podobný osud jako Lidice a Ležáky.

## Pamětihodnosti
- Kaple Nanebevzetí Panny Marie z roku 1862, vystavěl starosta Karel Burdych a místní obyvatelé
- Javor na Krkavčině, památný strom (50°30′ s. š., 16°7′14″ v. d.)
- Památník obětem fašizmu (památník vysílačky Libuše) – připomíná místní obyvatele pomáhající skrývajícímu se telegrafistovi Jiřímu Potůčkovi z paradesantní skupiny Silver A. Na podstavci je socha ženy v nadživotní velikosti v lehu na boku, v pravé ruce drží ratolest. Autorem památníku je akademický sochař Josef Marek. Kulturní památka.[7]